# Atlanta Dream
Le Atlanta Dream sono una delle franchigie della WNBA (Women's National Basketball Association), il campionato professionistico femminile degli Stati Uniti d'America, sin dalla stagione 2008. La squadra è di proprietà degli investitori immobiliari Larry Gottesdiener, Suzanne Abair e l'ex giocatrice dei Dream Renee Montgomery. La squadra gioca alla Gateway Center Arena di College Park, Georgia. Le Dream, nella loro storia, si sono qualificate per i playoff WNBA 8 volte e hanno raggiunto le WNBA Finals tre volte (nel 2010, perse contro le Seattle Storm, nel 2011 e 2013 perse contro le Minnesota Lynx). La franchigia è stata la patria di molte cestiste di alto livello come le standouts della University of Louisville, Angel McCoughtry e Shoni Schimmel, l'ex MVP delle finali Betty Lennox e la cestista Izi Castro Marques.

## Storia della franchigia

### Prodromi e fondazione

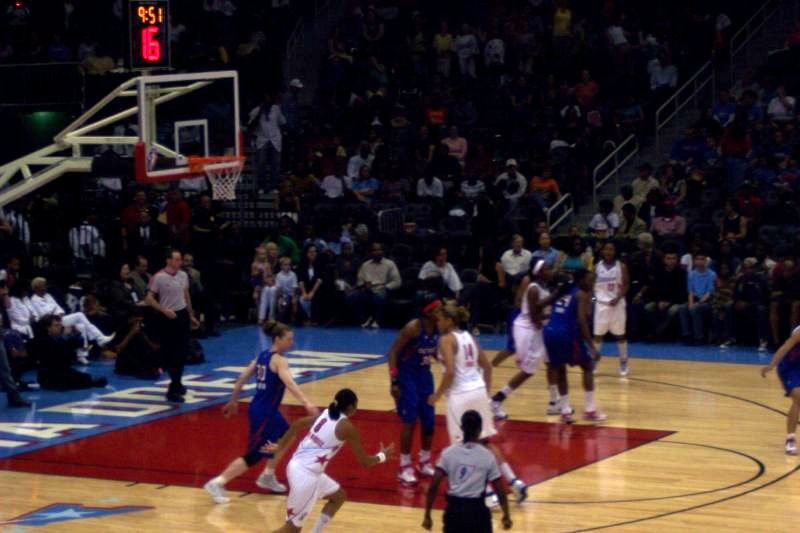
Una partita delle Atlanta Dream nella Philips Arena nel 2008

Anche prima del successo della squadra di pallacanestro femminile degli Stati Uniti ai Giochi olimpici del 1996, l'American Basketball League aveva interesse a inserire una squadra di pallacanestro professionale femminile ad Atlanta già nel 1995. 
Otto delle dodici cestiste statunitensi giocavano già in squadre facenti parte della ABL, quando la lega iniziò la sua prima stagione nell'ottobre 1996. Le Atlanta Glory giocarono alla Forbes Arena e durarono due stagioni prima di sciogliersi prima dell'inizio della stagione 1998-99, ultima stagione dell'ABL.
Atlanta era stato menzionata come una possibile città futura per un'espansione della WNBA, ma gli sforzi sono risultati vani fino all'inizio del 2007, quando un comitato organizzatore con uomini d'affari e politici di Atlanta hanno iniziato ad attirare l'attenzione per la creazione di una squadra nella città della Georgia. L'incapacità degli Atlanta Hawks della NBA per attirare le folle era una preoccupazione della WNBA, e il comitato ha dato il via a uno sforzo nel febbraio 2007 per ottenere volontari e firme di petizione. La State Farm Arena, la Infinite Energy Arena e il McCamish Pavilion erano candidati come sedi. Nel luglio 2007 il comitato aveva visto impegnate 1.200 persone e iniziò la ricerca di un proprietario.
Il 16 ottobre 2007, Ron Terwilliger, un uomo d'affari di Atlanta e CEO di una società immobiliare nazionale divenne il futuro proprietario della franchigia di Atlanta. Il giorno successivo, in una conferenza stampa al Centennial Olympic Park di Atlanta, il presidente della WNBA Donna Orender fece l'annuncio che ad Atlanta sarebbe stata ufficialmente concessa una franchigia di espansione della WNBA.
Il 27 novembre 2007, Atlanta nominò Marynell Meadors, un allenatore con una vasta esperienza a livello di college, primo capo allenatore e general manager nella storia della franchigia. Questo era il secondo ruolo di Meadors come allenatore/direttore generale nella WNBA, dopo un periodo con le Charlotte Sting. In seguito, Meadors aveva servito come direttore dello scouting per le Miami Sol ed era stato un assistente allenatore sotto Richie Adubato e Tree Rollins per le Washington Mystics.
L'ex giocatore NBA Dennis Rodman propose il suo nome come capo allenatore per le Dream. Terwilliger declinò, affermando che voleva qualcuno con più esperienza da allenatore e sentiva che il capo allenatore doveva essere una donna, dato che la WNBA era una lega femminile.
Il 5 dicembre 2007, fu annunciato un concorso online per le persone per votare il nome della squadra e i colori della squadra, mentre la scelta finale spettava al proprietario Ron Terwilliger. I nomi offerti come scelte furono "Dream", "Flight", "Surge" e "Sizzle".
Il 23 gennaio 2008, il nome della squadra fu annunciato come Dream, ispirato al famoso discorso del nativo di Atlanta, Martin Luther King, e i colori della squadra furono blu cielo, rosso e bianco.
Atlanta tenne il suo expansion draft il 6 febbraio 2008 quando selezionò una giocatrice da ciascuna delle 13 squadre della lega. Atlanta scambiò Roneeka Hodges e la loro scelta numero quattro nel Draft WNBA 2008 alle Seattle Storm per Izi Castro Marques e l'ottava scelta di Seattle nel Draft WNBA 2008. Inoltre, la franchigia scambiò la 18ª scelta e LaToya Thomas ai Detroit Shock per Ivory Latta.

### L’era McCoughtry
Il 17 maggio 2008, la prima stagione delle Dream in WNBA partì con una sconfitta in apertura di stagione contro le Connecticut Sun; il 3 luglio 2008, grazie alla sconfitta in casa contro le Houston Comets, le Dream persero 17 partite consecutive, stabilendo il record WNBA di tutti i tempi sia per le sconfitte consecutive che per numero di sconfitte dal giorno di apertura (nel 2006, le Chicago Sky avevano precedentemente perso 13 partite consecutive, così come nel 2002 le Detroit Shock avevano aperto la loro stagione 0-13). Il 5 luglio, la franchigia ha guadagnato la prima vittoria in casa 91-84 contro le Chicago Sky, terminando la striscia perdente concludendo la stagione con un record di 4-30.

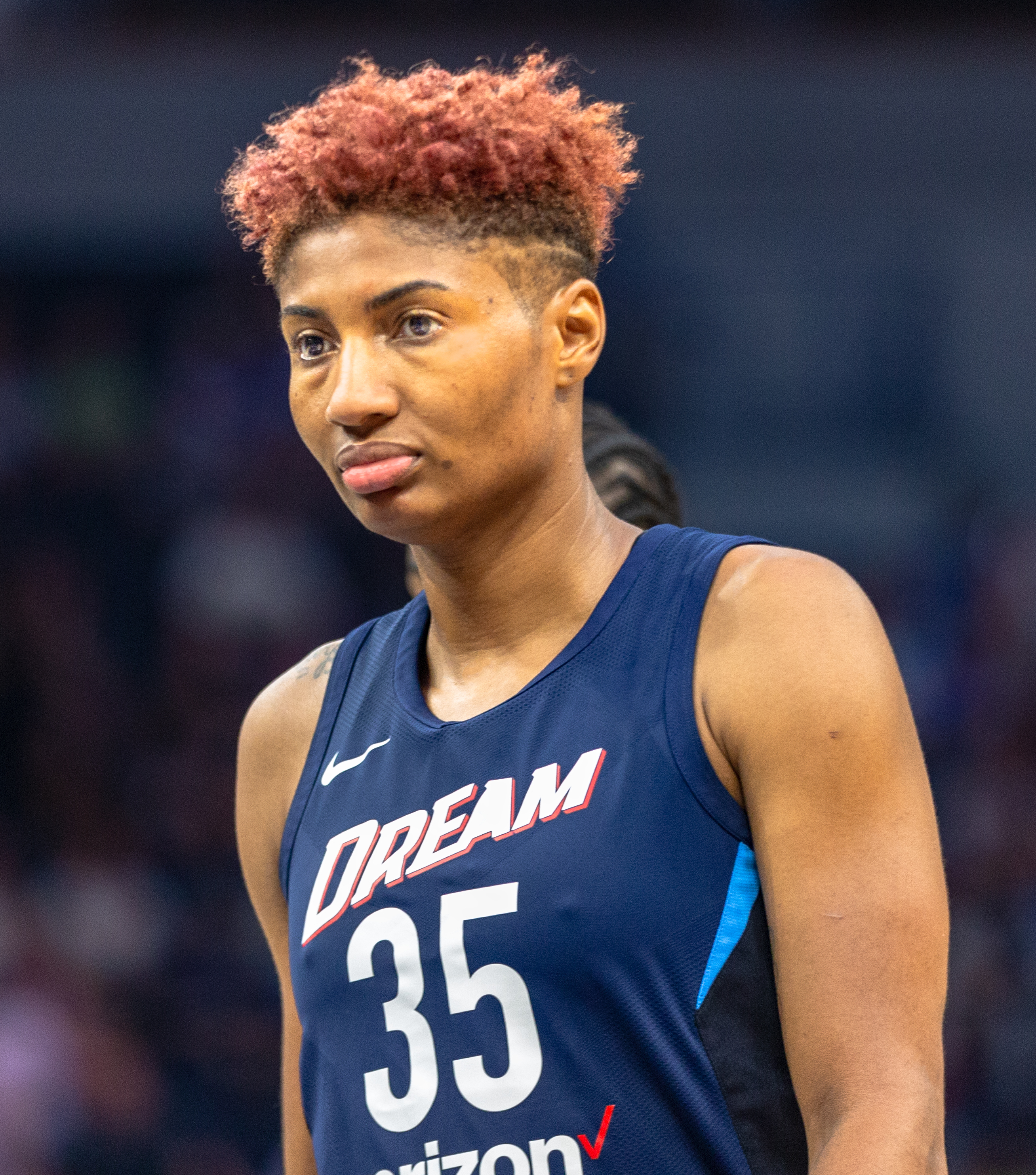
Angel McCoughtry nel 2018 con le Atlanta Dream

Non volendo una ripetizione del 2008, il capo allenatore e general manager Marynell Meadors acquisì giocatori come Sancho Lyttle, Nikki Teasley, Chamique Holdsclaw, Angel McCoughtry e Michelle Snow nella offseason 2008-2009. Nel 2009, Atlanta raggiunse i playoffs con il record di 18-16, perdendo però al primo turno contro le future campionesse 2008, le Detroit Shock per 2-0. Dopo la stagione, l'allenatore, Marynell Meadors, fu premiato con il Coach of the Year Award.
Il proprietario delle Dream, Ron Terwilliger, ha annunciato in agosto di voler rinunciare alla sua posizione di proprietario primario della franchigia di Atlanta. Il 29 ottobre 2009, Kathy Betty prese il controllo della squadra sotto l'entità commerciale Dream Too, LLC.
La stagione 2010 vide un ulteriore miglioramento, finendo al quarto posto nella Eastern Conference. Le Dream hanno poi superato i primi due turni dei playoff e si sono assicurate le WNBA Finals con una vittoria sulle New York Liberty, per 2-0 nelle finali della Eastern Conference. Alla fine hanno affrontato la migliore squadra della lega, le Seattle Storm. Seattle ha preso le prime due partite in casa con due vittorie ravvicinate. Seattle completò lo sweep e vinse la serie ad Atlanta con un secco 3-0. 
Nonostante l'acquisizione della point guard All-Star Lindsey Harding, le Dream iniziarono la stagione 2010-2011, con un record di 2-7 a causa di un infortunio che ha messo in disparte Angel McCoughtry e vista impegnata oltreoceano Sancho Lyttle. La squadra poi è iniziò una serie di 14 vittorie e 5 sconfitte dopo l'All-Star Game. Hanno portato quello slancio nei playoff, spazzando il Connecticut Sun e sconfiggendo le Indiana Fever per tornare alle finali WNBA. Tuttavia, hanno perso contro le Minnesota Lynx in tre partite.
Durante la stagione 2011, Betty vendette la Dream Too LLC agli investitori locali Mary Brock e Kelly Loeffler.
Le Dream iniziarono la stagione 2012-2013 con un record di 12-12 e licenziarono il capo allenatore e general manager Meadors a causa di una lite con Angel McCoughtry. 
Meadors fu sostituito da Fred Williams, concludendo la stagione con un record di 19-15 e perdendo al primo turno dei playoff.
La stagione successiva, la squadra arrivò di nuovo alle finali WNBA, e fu di nuovo spazzata dalle Lynx. Il contratto di Williams non fu rinnovato.
Michael Cooper fu poi assunto per la stagione 2014. Ha condotto la squadra ai playoff nel 2014 e nel 2016, ma è stato licenziato dopo essere uscito ai playoff nel 2017.
Il 18 ottobre 2019, le Dream svelarono un logo e uno schema di colori aggiornati, il primo cambiamento al loro branding dalla nascita della squadra nel 2008.

## Record stagione per stagione
| Disputa Playoff | Campione di Conference | Campione WNBA |

| Stagione      | V   | P   | %    | Playoff                                                                              | Risultato                                                            |
| ------------- | --- | --- | ---- | ------------------------------------------------------------------------------------ | -------------------------------------------------------------------- |
| Atlanta Dream |     |     |      |                                                                                      |                                                                      |
| 2008          | 4   | 30  | 11,8 |                                                                                      |                                                                      |
| 2009          | 18  | 16  | 52,9 | Perde le semifinali di Conference                                                    | Atlanta 0, Detroit 2                                                 |
| 2010          | 19  | 15  | 55,9 | Vince le semifinali di Conference Vince le finali di Conference Perde le WNBA Finals | Atlanta 2, Washington 0 Atlanta 2, New York 0 Seattle 3, Atlanta 0   |
| 2011          | 20  | 14  | 58,8 | Vince le semifinali di Conference Vince le finali di Conference Perde le WNBA Finals | Atlanta 2, Connecticut 0 Atlanta 2, Indiana 1 Minnesota 3, Atlanta 0 |
| 2012          | 19  | 15  | 55,9 | Perde le semifinali di Conference                                                    | Atlanta 1, Indiana 2                                                 |
| 2013          | 17  | 17  | 50,0 | Vince le semifinali di Conference Vince le finali di Conference Perde le WNBA Finals | Atlanta 2, Washington 1 Atlanta 2, Indiana 0 Minnesota 3, Atlanta 0  |
| 2014          | 19  | 15  | 55,9 | Perde le semifinali di Conference                                                    | Atlanta 1, Chicago 2                                                 |
| 2015          | 15  | 19  | 44,1 |                                                                                      |                                                                      |
| 2016          | 17  | 17  | 50,0 | Vince il Primo Turno Perde il Secondo Turno                                          | Atlanta 1, Seattle 0 Atlanta 0, Chicago 1                            |
| 2017          | 12  | 22  | 35,3 |                                                                                      |                                                                      |
| 2018          | 23  | 11  | 67,6 | Perde le finali di conference                                                        | Atlanta 2, Washington 3                                              |
| 2019          | 8   | 26  | 23,5 |                                                                                      |                                                                      |
| 2020          | 7   | 15  | 31,8 |                                                                                      |                                                                      |
| 2021          | 8   | 24  | 25,0 |                                                                                      |                                                                      |
| Totale        | 206 | 256 | 44,6 |                                                                                      |                                                                      |
| Play-off      | 17  | 21  | 44,7 | 3 titoli di conference 0 Titoli WNBA                                                 | 3 titoli di conference 0 Titoli WNBA                                 |

## Squadra attuale
| \| Pos. \| Num. \| Naz. \| Nome \| Altezza \| Peso \| Data nascita \| Provenienza \| \| ----- \| ---- \| ---- \| -------------------- \| ------- \| ----- \| ------------ \| ---------------- \| \| AG/C \| 25 \| \| Billings, Monique \| 193 cm \| 87 kg \| 02-05-1996 \| UCLA \| \| G \| 33 \| \| Caldwell, Maya \| 180 cm \| 73 kg \| 15-12-1998 \| Georgia \| \| AP/AG \| 5 \| \| Charles, Kaila \| 185 cm \| 77 kg \| 23-03-1998 \| Maryland \| \| AP/AG \| 12 \| \| Coffey, Nia \| 185 cm \| 83 kg \| 11-06-1995 \| Northwestern \| \| P/G \| 23 \| \| Durr, Asia \| 178 cm \| 68 kg \| 05-04-1997 \| Louisville \| \| G \| 15 \| \| Hayes, Tiffany \| 191 cm \| 98 kg \| 29-09-1989 \| Connecticut \| \| AP \| 00 \| \| Hillmon, Naz \| 188 cm \| 86 kg \| 05-04-2000 \| Michigan \| \| AG/C \| 10 \| \| Howard, Rhyne \| 188 cm \| 79 kg \| 29-04-2000 \| Kentucky \| \| AP \| 2 \| \| McDonald, Aari \| 203 cm \| 98 kg \| 20-08-1998 \| Arizona \| \| AG/C \| 1 \| \| Mompremier, Beatrice \| 193 cm \| 86 kg \| 08-08-1996 \| Miami \| \| G \| 32 \| \| Parker, Cheyenne \| 196 cm \| 88 kg \| 22-08-1993 \| Middle Tennessee \| \| P \| 7 \| \| Vaughn, Kia \| 193 cm \| 79 kg \| 24-01-1987 \| Rutgers \| \| G/AP \| 3 \| \| Wallace, Kristy \| 201 cm \| 93 kg \| 03-01-1996 \| Baylor \| \| C \| 17 \| \| Wheeler, Erica \| 213 cm \| 86 kg \| 02-05-1991 \| Kansas \| | Allenatore - Tanisha Wright Assistente/i - Natalie Trotter - Drew Williams Legenda - (C) Capitano - (FA) Free agent - (S) Sospeso - (TW) Contratto Two-way - (GL) Assegnato a squadra G League affiliata - Infortunato Roster · Ultima transazione: 30 marzo 2022 |                        |                      |         |       |              |                  |
| Pos. | Num. | Naz.                   | Nome                 | Altezza | Peso  | Data nascita | Provenienza      |
| AG/C | 25 | Stati Uniti (bandiera) | Billings, Monique    | 193 cm  | 87 kg | 02-05-1996   | UCLA             |
| G | 33 | Stati Uniti (bandiera) | Caldwell, Maya       | 180 cm  | 73 kg | 15-12-1998   | Georgia          |
| AP/AG | 5 | Stati Uniti (bandiera) | Charles, Kaila       | 185 cm  | 77 kg | 23-03-1998   | Maryland         |
| AP/AG | 12 | Stati Uniti (bandiera) | Coffey, Nia          | 185 cm  | 83 kg | 11-06-1995   | Northwestern     |
| P/G | 23 | Stati Uniti (bandiera) | Durr, Asia           | 178 cm  | 68 kg | 05-04-1997   | Louisville       |
| G | 15 | Stati Uniti (bandiera) | Hayes, Tiffany       | 191 cm  | 98 kg | 29-09-1989   | Connecticut      |
| AP | 00 | Stati Uniti (bandiera) | Hillmon, Naz         | 188 cm  | 86 kg | 05-04-2000   | Michigan         |
| AG/C | 10 | Stati Uniti (bandiera) | Howard, Rhyne        | 188 cm  | 79 kg | 29-04-2000   | Kentucky         |
| AP | 2 | Stati Uniti (bandiera) | McDonald, Aari       | 203 cm  | 98 kg | 20-08-1998   | Arizona          |
| AG/C | 1 | Stati Uniti (bandiera) | Mompremier, Beatrice | 193 cm  | 86 kg | 08-08-1996   | Miami            |
| G | 32 | Stati Uniti (bandiera) | Parker, Cheyenne     | 196 cm  | 88 kg | 22-08-1993   | Middle Tennessee |
| P | 7 | Stati Uniti (bandiera) | Vaughn, Kia          | 193 cm  | 79 kg | 24-01-1987   | Rutgers          |
| G/AP | 3 | Australia (bandiera)   | Wallace, Kristy      | 201 cm  | 93 kg | 03-01-1996   | Baylor           |
| C | 17 | Stati Uniti (bandiera) | Wheeler, Erica       | 213 cm  | 86 kg | 02-05-1991   | Kansas           |